# Helge Strömdahl
Ronnie Helge Strömdahl, född 23 februari 1945 i Villstads församling i Jönköpings län, död 23 november 2018 i Nässjö, Jönköpings län, var en svensk professor i didaktik.
Helge Strömdahl är son till maskinarbetare Janne Strömdahl, som tillhör Långarydssläkten, och Margit Hassel.
Strömdahl disputerade 1996 vid Göteborgs universitet på avhandlingen On mole and amount of substance – a study of the dynamics of concept formation and concept attainment. Han var professor i naturvetenskapernas didaktik vid Linköpings universitet till 2010 samt föreståndare för Nationella forskarskolan i naturvetenskapernas och teknikens didaktik 2001–2010.
Han var från 1989 gift med adjunkten Zaid Rudmer (född 1945), med vilken han har två barn.